# Johann Adam Knipper der Ältere

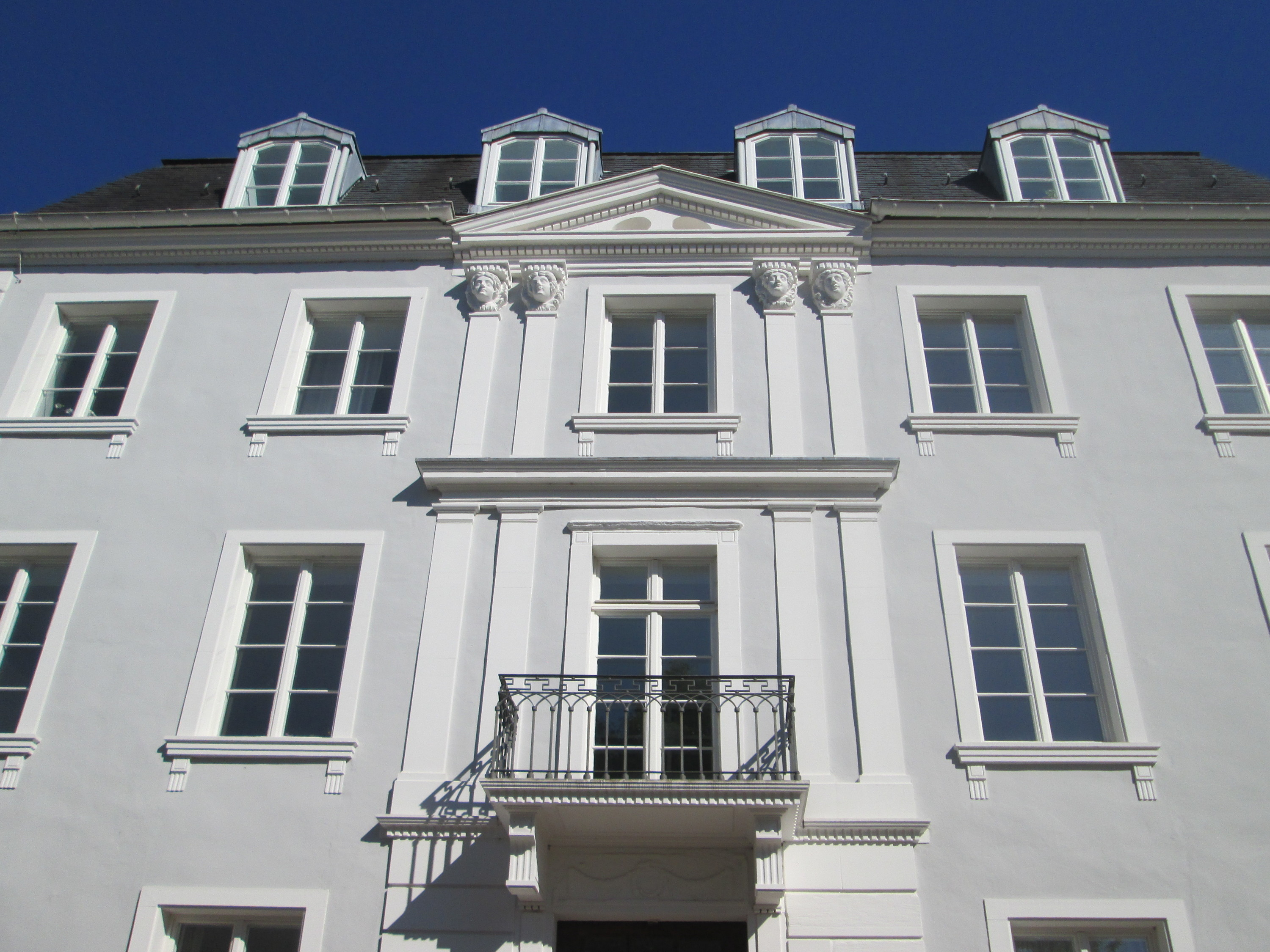
Nordflügel vom Schloss Saarbrücken

Johann Adam Knipper der Ältere (* 25. Februar 1746 in Mackweiler; † 24. August 1811 in Saarbrücken) war ein deutscher Architekt und Baumeister.

## Leben
Knipper wurde 1746 als Sohn des Küfermeisters Johann Ulrich Knipper (1709–1758/59) geboren. Er war verheiratet mit Margaretha Anna Katharina geb. Hügel (1757–1826) und hatte mit ihr 6 Kinder, darunter der Saarbrücker Architekt Johann Adam Knipper der Jüngere.
1763 machte Knipper eine Lehre als Maurer- und Steinhauerhandwerker in Lorentzen. Im Februar 1784 übernahm er die Bauleitung beim Wiederaufbau der Alten Brücke in Saarbrücken, die nach Eisschaden schwer beschädigt war.
Danach war er an der Errichtung von Schloss Ludwigsberg zu Saarbrücken beteiligt. 1789 bis 1790 leitete er die Umbaumaßnahmen an Schloss Dillingen, 1790 war er an Baumaßnahmen in seinem Wohnort Harskirchen beteiligt. 1808 entwarf und baute er das Haus des Fabrikherrn Philipp Heinrich Leydorf in Ottweiler. Um 1810 war er am Ausbau des linken Schlossflügels in Saarbrücken nach einem Brand beteiligt.